# New Fairview
New Fairview is een plaats (city) in de Amerikaanse staat Texas, en valt bestuurlijk gezien onder Wise County.

## Demografie
Bij de volkstelling in 2000 werd het aantal inwoners vastgesteld op 877.
In 2006 is het aantal inwoners door het United States Census Bureau geschat op 1032, een stijging van 155 (17,7%).

## Geografie
Volgens het United States Census Bureau beslaat de plaats een oppervlakte van
39,1 km², geheel bestaande uit land.

## Plaatsen in de nabije omgeving
De onderstaande figuur toont nabijgelegen plaatsen in een straal van 16 km rond New Fairview.